# Борго Ливерано (Равена)
Борго Ливерано је насеље у Италији у округу Равена, региону Емилија-Ромања.
Према процени из 2011. у насељу је живело 26 становника. Насеље се налази на надморској висини од 24 м.